# Opvelp

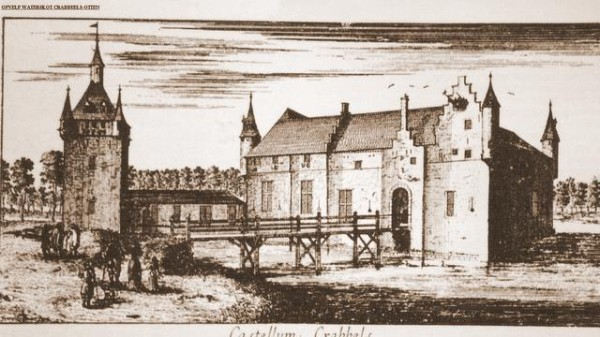
Het waterslot van Opvelp

Opvelp is een dorp in de Belgische provincie Vlaams-Brabant en een deelgemeente van Bierbeek. Opvelp was een zelfstandige gemeente tot aan de gemeentelijke herindeling van 1965.

## Toponymie
De naam verwijst naar de rivier de Velp, die in het plaatsje ontspringt en via Neervelp naar de Demer stroomt. De naam komt waarschijnlijk van het Keltische falw-apa, "geel water", of fel-apa, "fel, onstuimig water". 
De bewoners spreken eerder van "Vellep", de Franstalige buren van Bevekom spreken van "Fleppe". Na 1251 onderscheidt men het hoogst gelegen agglomeratie van het lager gelegen gedeelte door de benaming Opvelpen te gebruiken tot in de 16de eeuw. Het dorp kreeg in 1559 zijn huidige benaming.

## Geschiedenis
Opvelp en het lager gelegen Neervelp ontstonden reeds in de 8ste eeuw. Opvelp was gedurende de middeleeuwen, samen met het naburige Meldert en Hoegaarden, een enclave van het Prinsbisdom Luik in het Hertogdom Brabant. Daarvan getuigen de talrijke Franstalige familienamen en straatnamen en andere toponiemen zoals Vinave en Culot.
De best gekende heer van Opvelp is de 14e-eeuwse ridder Everaert de Velpen, heer van Opvelp, Neervelp, Heylissem en Heverlee. Hij was zoon van Henri II de Velpen, ook Henri II Everaerts genoemd, en Cécile van Goetsenhoven.
Neervelp en Opvelp maakten van 1965 tot en met 1976 deel uit van de fusiegemeente Honsem. Nadien werd Neervelp bij Boutersem gevoegd, terwijl Opvelp fusioneerde met Bierbeek.

## Bezienswaardigheden
De dorpskern van Opvelp is sinds 15 mei 2000 een beschermd dorpsgezicht.
Tot de specifieke bezienswaardigheden behoren:
- De Sint-Antonius Abtkerk uit 1599.
- Enkele imposante vierkantshoeven, waaronder het Berkenhof en het Jezuïetenhof.
- Het voormalige kasteel (gebouwd in 1678 op de plaats van een middeleeuwse donjon) met bijhorende hoeve en brouwerij werden deels vernield tijdens de Brabantse Omwenteling. Overblijfselen bevinden zich op de Verbrande Toren.

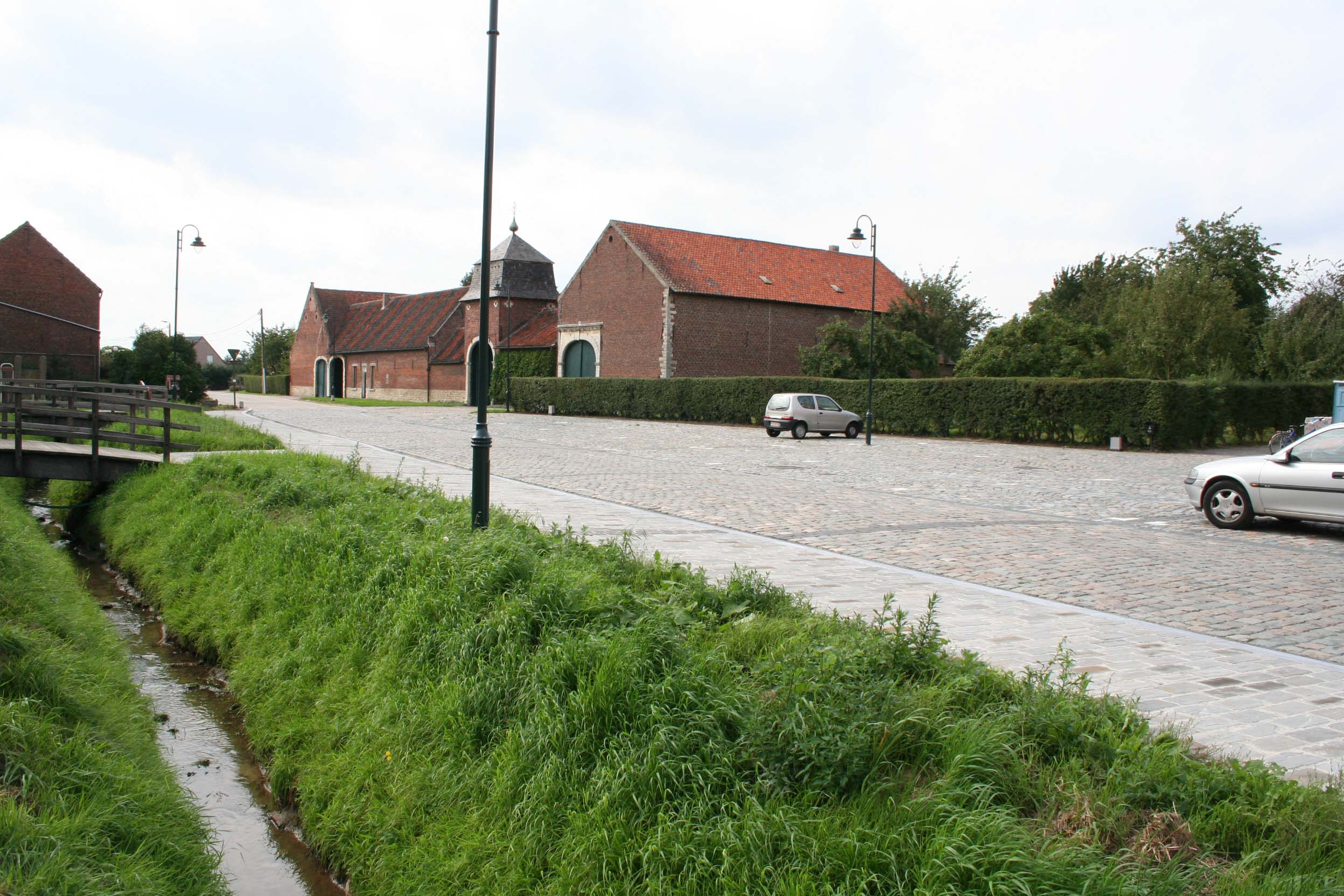
Centrum van Opvelp
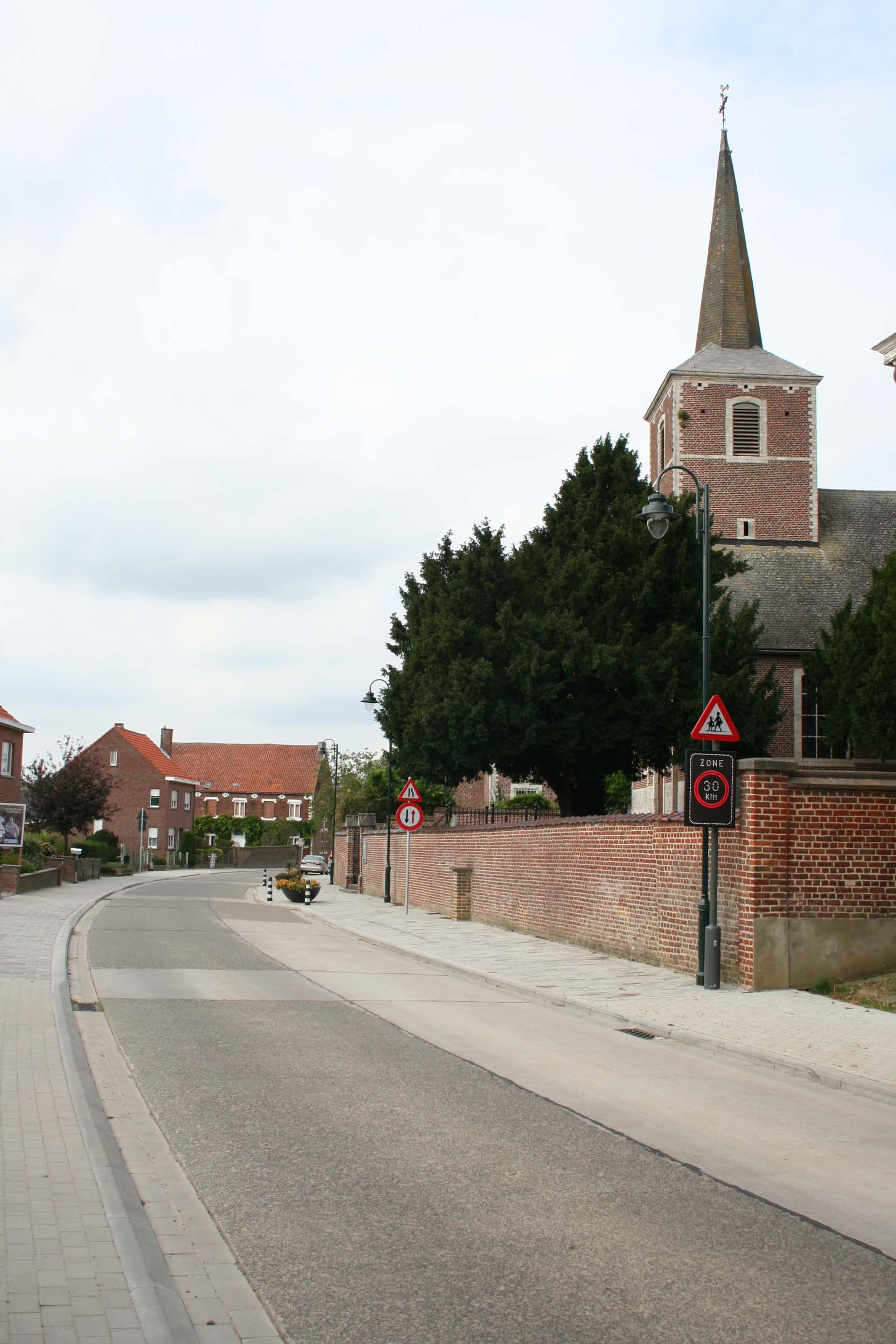
Sint-Antonius Abtkerk in Opvelp
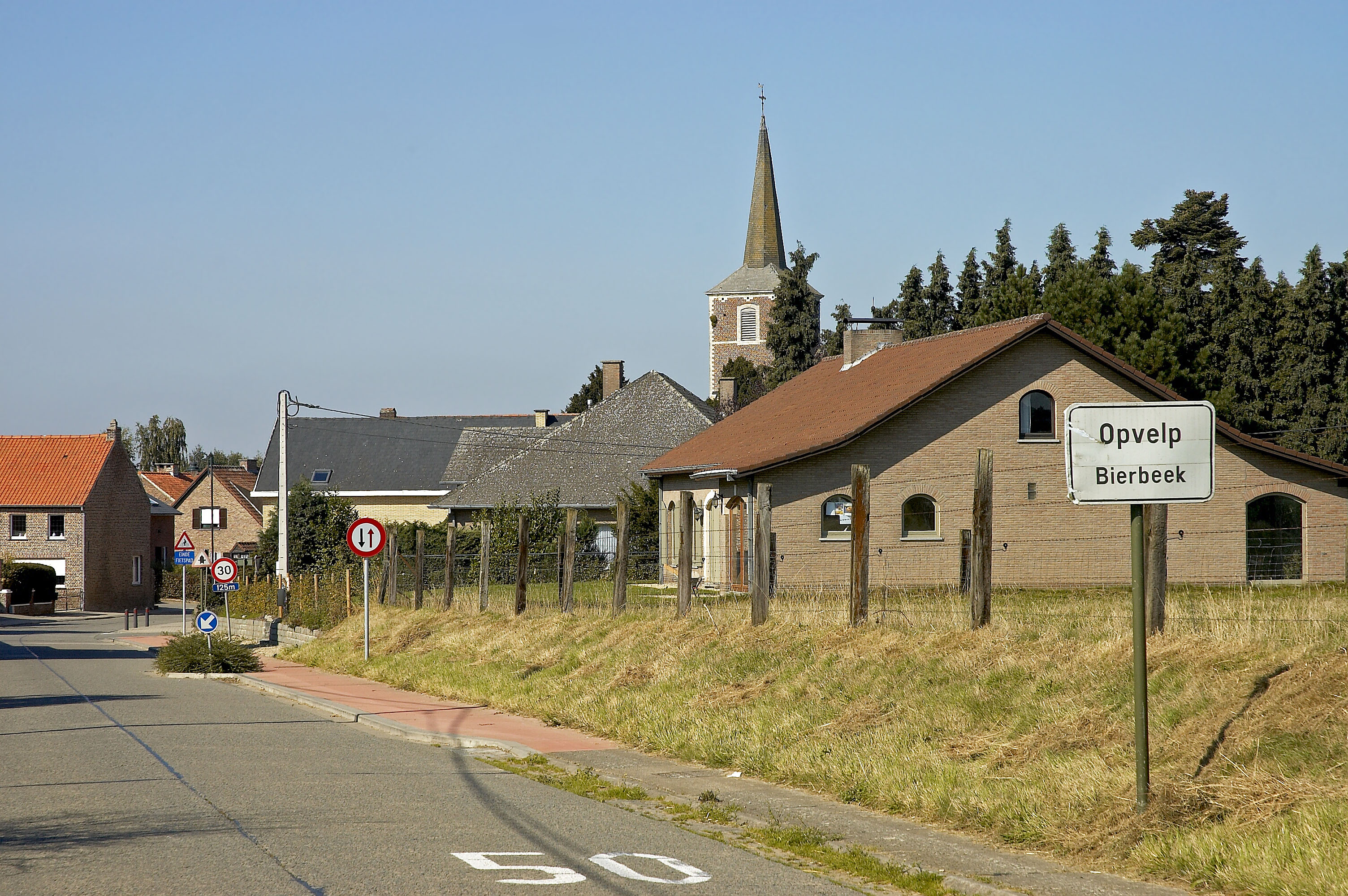
Binnenkomst in het dorp

## Natuur en landschap
Opvelp ligt aan de Velp die hier ontspringt en in noordoostelijke richting loopt. De hoogte bedraagt 70-103 meter. Het hoogste punt is de Hazeberg.  

## Demografische ontwikkeling
- Bronnen:NIS, Opm:1831 tot en met 1961=volkstellingen

## Bekende personen
- Gaston Roelants, atleet

## Nabijgelegen kernen
Neervelp, Bierbeek, Bevekom, Meldert